# Río Betsiboka

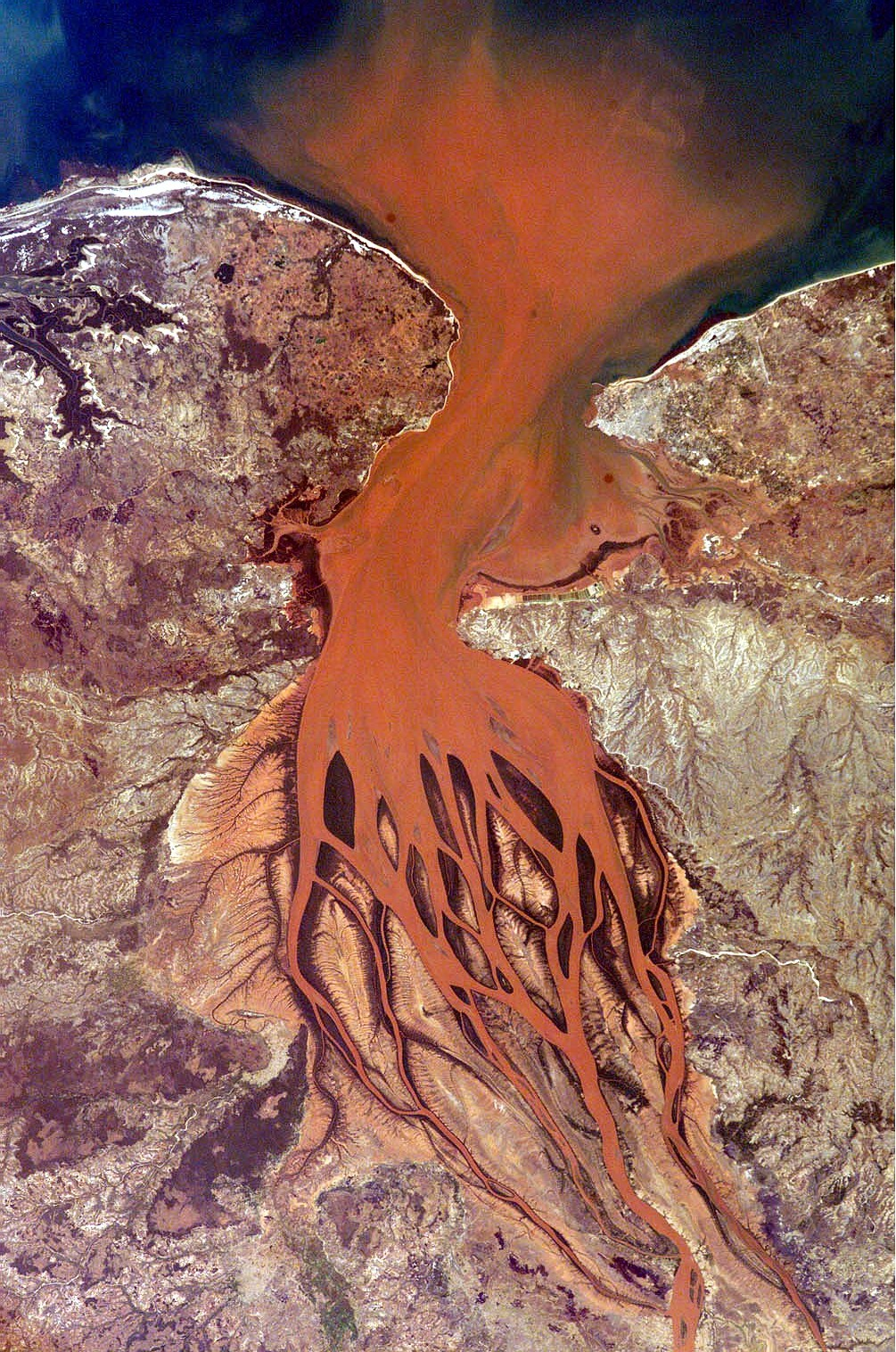
El estuario del río Betsiboka visto desde el espacio.

El río Betsiboka es uno de los principales ríos de Madagascar, que discurre por la parte centro-norte y tiene una longitud de 525 km de largo. Fluye hacia el noroeste y desemboca en la bahía de Bombetoka, formando un gran delta. El río se distingue por sus aguas rojizas, causadas por una enorme cantidad de limo de color hasta el mar. Gran parte de estos sedimentos se depositan en la desembocadura del río o en la bahía. 
Esto es una evidencia dramática de la erosión catastrófica del noroeste de Madagascar. La eliminación del bosque nativo para sustituirlo por pastizales para el cultivo durante los últimos 50 años ha conducido a pérdidas anuales masivas de suelo, que se aproximan, en algunas regiones de la isla, a las 250 toneladas por hectárea, la mayor cantidad registrada en cualquier parte del mundo. 

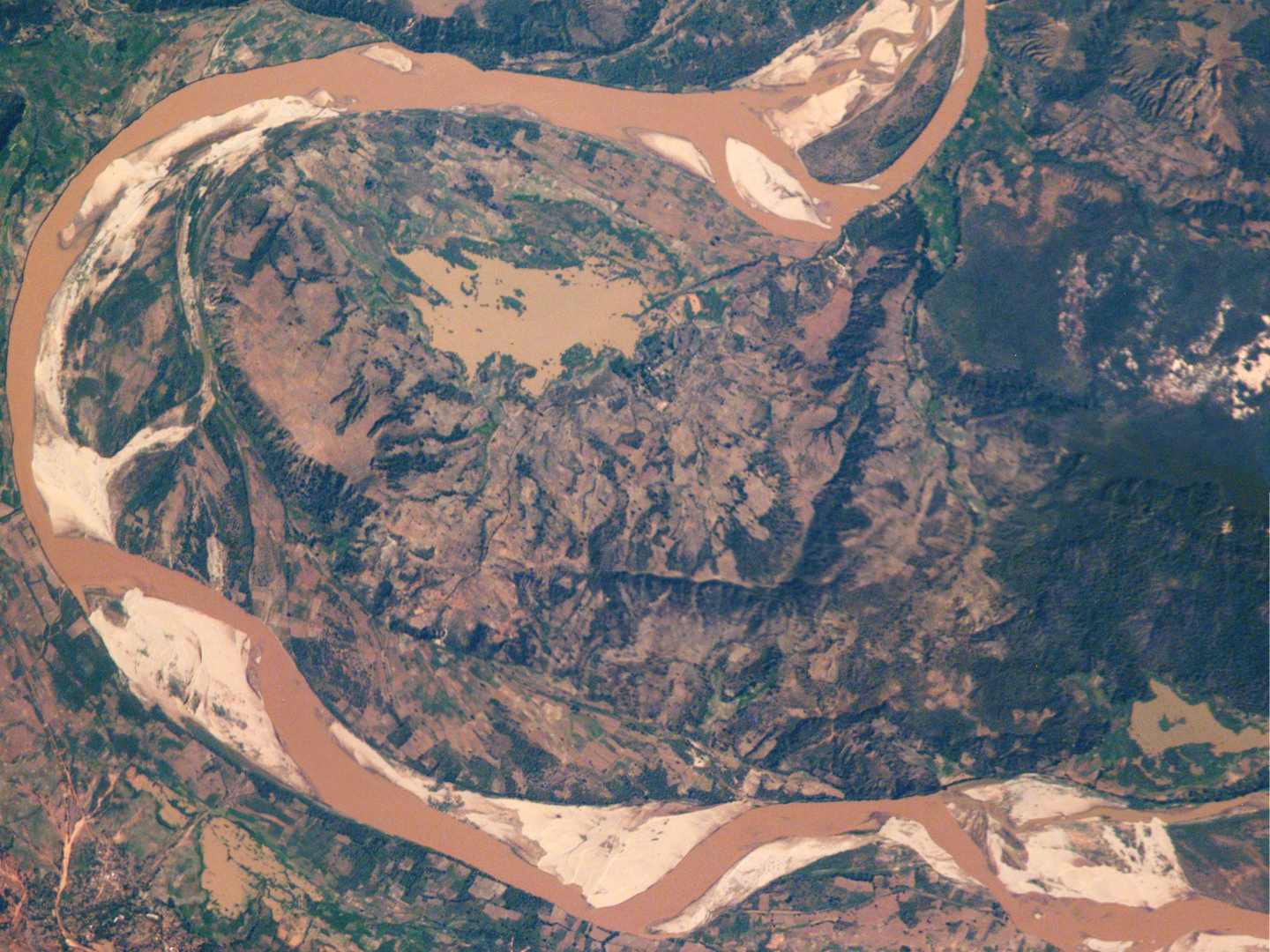
El río Betsiboka en condiciones normales
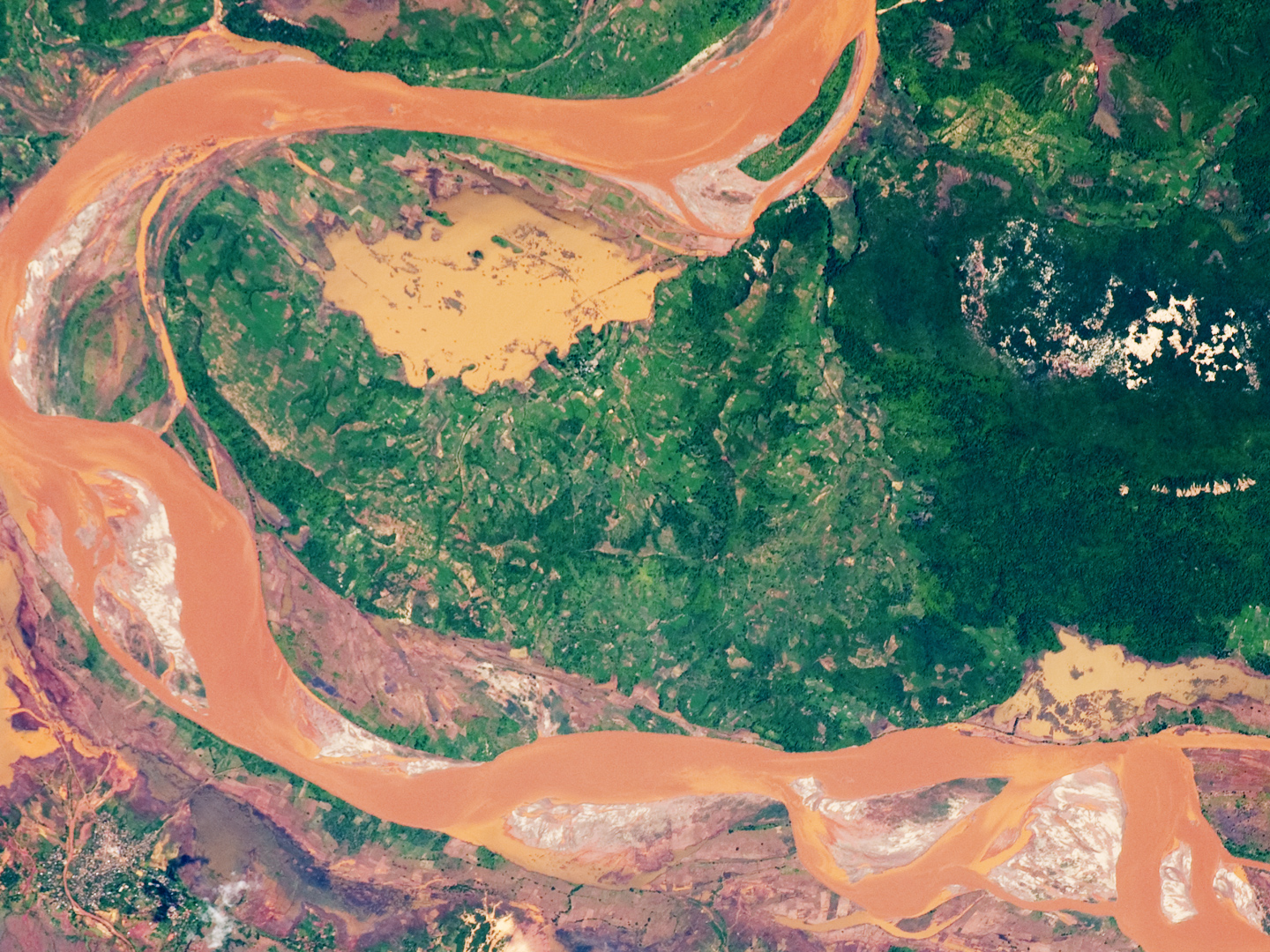
El río Betsiboka cuando se desborda